# Do What's Good for Me
Do What's Good for Me is een nummer van de Nederlands-Belgische eurodanceformatie 2 Unlimited uit 1995. Het verscheen als nieuw nummer op hun verzamelalbum Hits Unlimited.
"Do What's Good for Me" werd in diverse Europese landen een hit. Toch was het het eerste 2 Unlimited-nummer dat in Nederland buiten de top 10 viel, het haalde de 13e positie in de Nederlandse Top 40. In de Vlaamse Ultratop 50 kwam het een plekje lager.